# Avempace

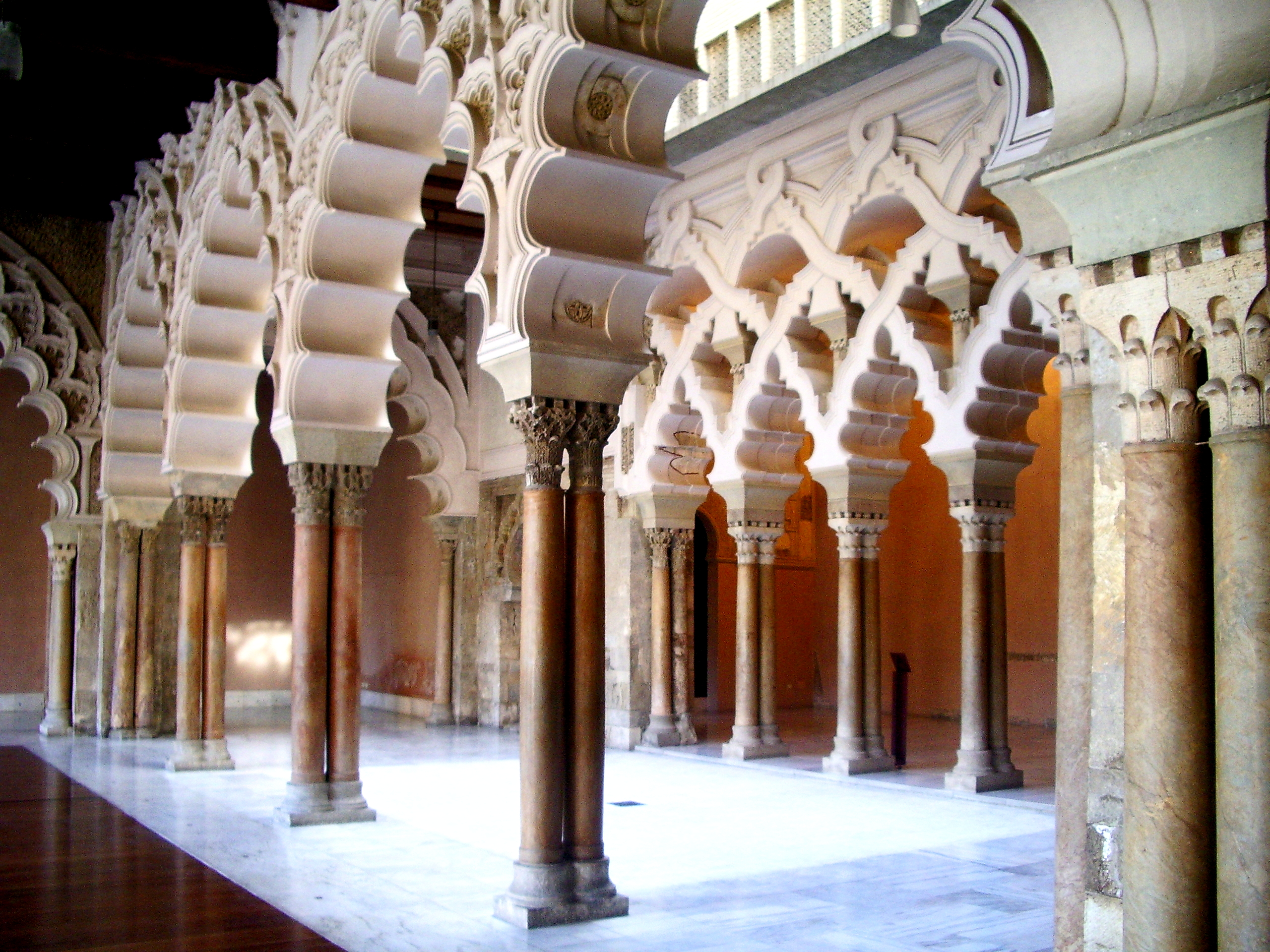
Interior do Palácio da Aljaferia de Saragoça, onde se reuniam os intelectuais entre os que esteve Avempace.

Abacar Maomé ibne Iáia ibne Saigue ibne Baja (em árabe: أبو بكر محمد بن يحيى بن الصايغ; romaniz.: Abu Bakr Muhammad ibn Yahya ibn al-Sa'ig ibn Bajjah; Saragoça, Taifa de Saragoça, c. 1080 — Fez, 1138), conhecido por ibne Baja, e no Ocidente como Avempace, foi um filósofo do Alandalus, que cultivou também a medicina, a poesia, a física a botânica, a música e a astronomia.
O seu pensamento teve grande influência em Averróis e Alberto Magno. A maioria dos seus escritos ficaram incompletos (ou desorganizados) devido à sua morte súbita. Tinha vastos conhecimentos de medicina, matemática e astronomia. A sua obra capital, intitulada O regime do solitário, expressa um protesto moral contra o materialismo e a vida mundana das classes dominantes da época. Afirma que, dada a corrupção da sociedade, o homem que compreendeu a sua verdadeira condição deve ficar à margem dela, pelo menos com o pensamento. Também muito aclamado pelo seu país, hoje é reconhecido como um grande cientista.

## Iniciador da filosofia andalusina
Avempace é uma das personalidades mais relevantes da história intelectual e filosófica do ocidente árabe. A sua importância radica em três pontos:
1. É o primeiro filósofo propriamente do Alandalus. Antes dele floresceram teólogos, médicos, juristas, astrônomos, literatos, mas ninguém se dedicara à especulação filosófica com o rigor de Avempace.
2. É a figura fundamental dum momento de máximo esplendor na vida cultural da Taifa de Saragoça, cujo apogeu político e intelectual decorreu entre o último quartel do século XI e os anos que transcorreram até a sua conquista por parte do rei Afonso I de Aragão em 1118. Entre as figuras que se destacaram na corte dos reis da dinastia Banu Hude, que constroem o magnífico palácio da Aljaferia, encontram-se ilustres personalidades, quer judeus como ibne Gabirol (Avicebrom), ibne Esdras, Jehuda ha Levi, ibne Pacuda, quer muçulmanos como ibne Fatum Alhimar e Alquirmani, que introduziu a Enciclopédia dos Irmãos da Pureza em Saragoça em 1060.

Neste âmbito Avempace destacou-se como músico, poeta, médico, botânico, astrônomo, astrólogo, matemático, físico, lógico, e político. Foi gabado como o maior dos filósofos andalusinos pelos seus contemporâneos, entre eles Maimónides, ibne Tufail e Averróis. É citado, também, pelos filósofos da tradição cristã, influindo diretamente em São Tomás de Aquino e Santo Alberto Magno.
1. A  contribuição própria para a filosofia. Avempace assume na sua integridade a filosofia de Aristóteles pela primeira vez no Ocidente, inspirado, nos comentários de Al-Farabi e Avicena, e põe esta corrente empírica ao serviço duma síntese entre o platonismo, o aristotelismo, e a mística muçulmana, ocasionando uma filosofia pessoal, um racionalismo místico islâmico no que beberam filósofos posteriores, sobretudo o cordovês Averróis.

## Biografia

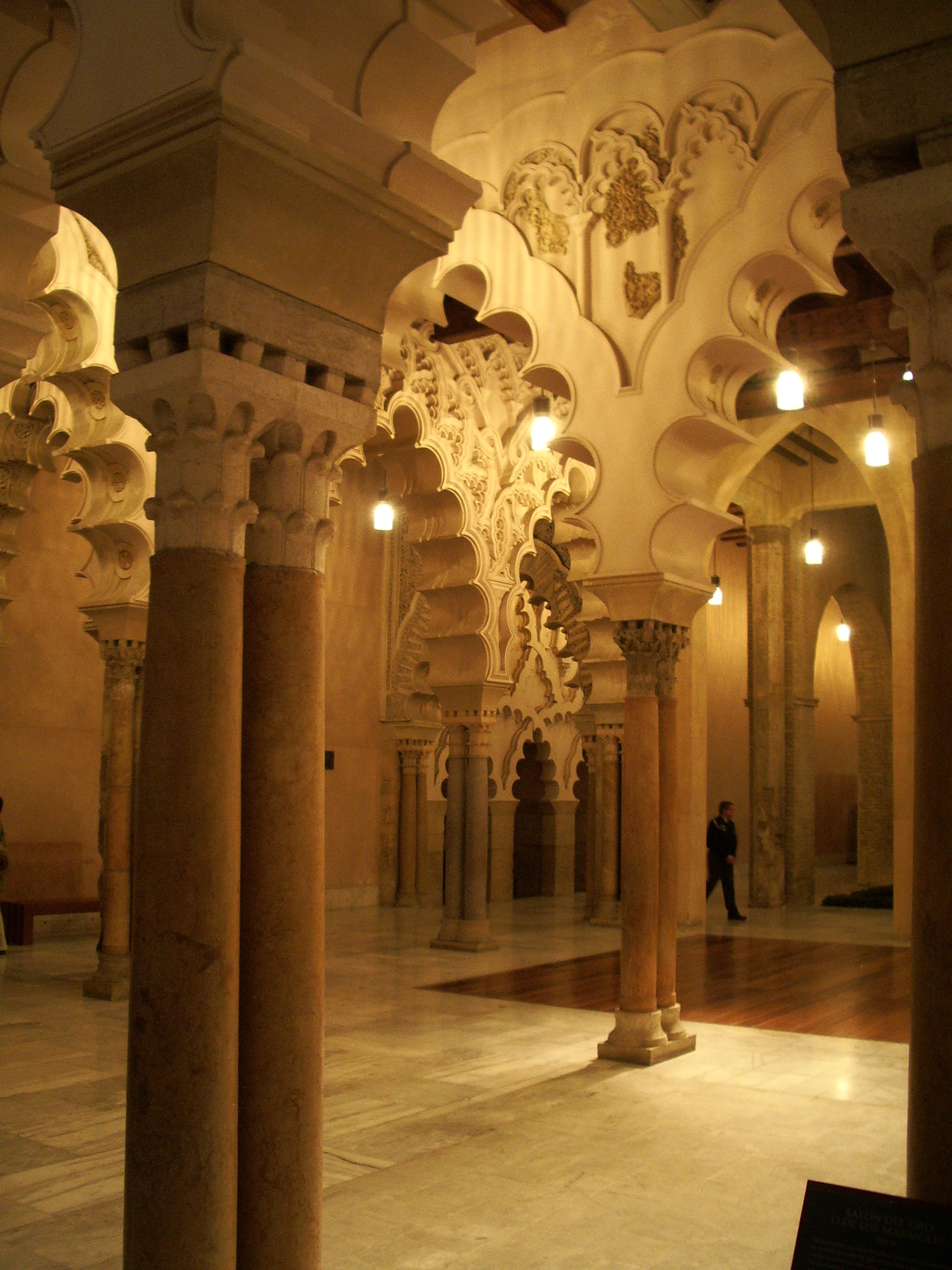
A Aljaferia, palácio dos reis taifas e Almorávidas da Taifa de Saragoça. Avempace foi vizir de ibne Tifiluite entre 1115 e 1117

Nasceu em Saragoça entre 1070 e 1090 de família humilde, filho de prateiros. Quando Saragoça foi ocupada pelos Almorávidas, o seu primeiro governador, ibne Tifiluite, recebeu-o entre os seus íntimos, nomeando-o vizir, cargo que ocupou provavelmente de 1115 a 1117. Durante esse período foi enviado para uma missão diplomática ante os hudis desterrados, mas foi feito prisioneiro por estes, embora por pouco tempo. Em 1118, com a conquista cristã, tive de emigrar, encontrando-se em Játiva, Almeria, Granada e Orão, até parar na cidade de Fez, onde faleceu, provavelmente envenenado, em 1139.
As suas obras abrangem mais de quarenta títulos, embora a maioria não chegassem à atualidade. Destacam-se, em primeiro lugar, os comentários às obras de Aristóteles, que parecem pertencer à primeira etapa da sua produção, em Saragoça. Assim, os Comentários à Física, à Lógica, o tratado Sobre a alma, o da Geração e corrupção, a História dos animais e a História das plantas, entre outras.
Entre as suas obras originais, duma etapa posterior, no exílio, se tem de mencionar sobretudo três: O regime do solitário, o Tratado da união do Intelecto com o Homem e a Carta do adeus.

## Diversidade dos seus saberes
Avempace destacou-se em primeiro lugar como filósofo, pois foi o iniciador no Alandalus dum pensamento filosófico puro, conhecido no mundo árabe como falasifa, que se distinguia do pensamento teológico, que geralmente se dava no Alandalus. Para isso, o pensamento racional era desligado de qualquer fim religioso, e o seu caminho devia ser o da lógica aristotélica. Foi neste ponto que Avempace traçou o caminho que seguiriam Averróis e Maimónides. Por outro lado, o pensamento hispano-medieval anterior a Avempace procurava primariamente uma explicação racional à verdade revelada do Corão, e para isso tentava conciliar um neoplatonismo ascético ou místico com o pensamento.
Embora Avempace fosse pioneiro como filósofo, a sua atividade intelectual decorreu em muitos outros campos do conhecimento. Profissionalmente era médico, e por isso era farmacólogo e botânico, pois estas três disciplinas estavam estreitamente ligadas no Islão, pois o conhecimento das plantas era usado como base da curação. Como músico foi assim mesmo célebre entre os seus contemporâneos. Quanto à formação intelectual, era obrigado no mundo árabe dominar as disciplinas científicas mais valorizadas, as quais eram a física e a astronomia, que no seu tempo não se distinguia claramente da astrologia, bem como a retórica e a poesia, tanto ou mais consideradas que as ciências, pois a música, a matemática e a poesia mantinham uma indissolúvel relação.

### Música e poesia
A sua inclinação para a música e para a poesia, que na época eram indissociáveis, começou cedo. Todos os autores coincidem nos seus dotes para o canto, a execução, a composição e a teoria musical. Neste campo escreveu um extenso tratado intitulado Fi-l-'alham (Sobre as melodias musicais), atualmente perdido. Além disso, compôs um comentário do tratado sobre a música de Al-Farabi, que, na opinião do historiador argelino Al-Maqqarí (1591-1634) tornavam inútéis todos os livros escritos sobre o tema antes.
Quanto à sua atividade como poeta, conservam-se algumas composições e anedotas que refletem o seu engenho e dotes poéticos; porém, a sua possível produção é desconhecida. O islamólogo espanhol Emilio García Gómez (1905-1995) considera que foi Avempace que fundiu pela primeira vez a poesia árabe clássica com as formas romances da lírica de influência cristã.

### Botânica

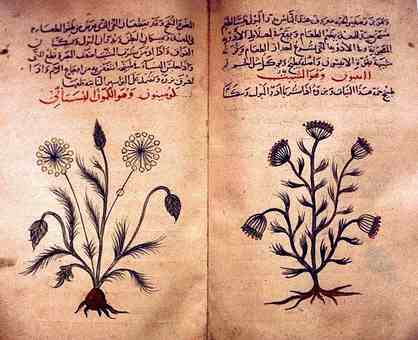
Tratado de botânica árabe

Redigiu neste campo, e em colaboração com Alboácem Sufiane, o Andalusino, um Livro das experiências, com o que visava completar o Livro sobre os medicamentos simples do toledano Abenguefite (m. 1075), e embora o livro se perdesse, sabe-se dele pelas mais de duzentas alusões e citas que dele faz o malaguenho ibne Albaitar (1190–1248). Conservam-se apenas dois breves tratados, o Kalam 'ala ba'a kitab al-nabat (Discurso a respeito de alguns livros sobre as plantas) e Kalamu-hu fi-l-nilufar (Discurso sobre o nenúfar).
No primeiro destes tratados comprova-se que Avempace, com Averróis e Avenzoar, é o elo entre os dois grandes botânicos andalusinos: Albacri (m. em 1094) e Algafequi (m. em 1166). Por outro lado, parece que esta obra influiu direta ou indiretamente no De vegetalibus de São Alberto Magno (1206-1280). No segundo expõe-se, pondo como exemplo o nenúfar, que não tem raízes terrestres, se há uma clara divisão entre o reino animal e o vegetal e indaga sobre a reprodução vegetal, sobre a qual Aristóteles concluíra que não havia reprodução sexual, mas dependia da nutrição e do crescimento. Avempace expôs a possibilidade da sexualidade vegetal, embora não chegasse a nenhuma solução definitiva.
É preciso recordar que Avempace dedicou-se toda a sua vida à sua profissão de médico, pela qual foi muito reputado desde os seus começos em Saragoça até o fim dos seus dias em Fez, e que a sua medicina era baseada primariamente no conhecimento das propriedades curativas das plantas, o que fazia que tudo grande médico fosse pela sua vez um profundo conhecedor da botânica.

### Física
No terreno da física, as ideias de Avempace perduraram até a atualidade através dos testemunhos de Averróis e através de um manuscrito que contém um comentário à Física de Aristóteles e uma carta dirigida ao seu amigo ibne Hasdai. As fontes que emprega para estes comentários são o comentário à Física do estagirita de Alexandre de Afrodísias (século III) e as ideias neoplatônicas de João Filopono (século VI). A sua física é mais teórica que prática, e contrasta com a de Averróis pois está tingida de platonismo.

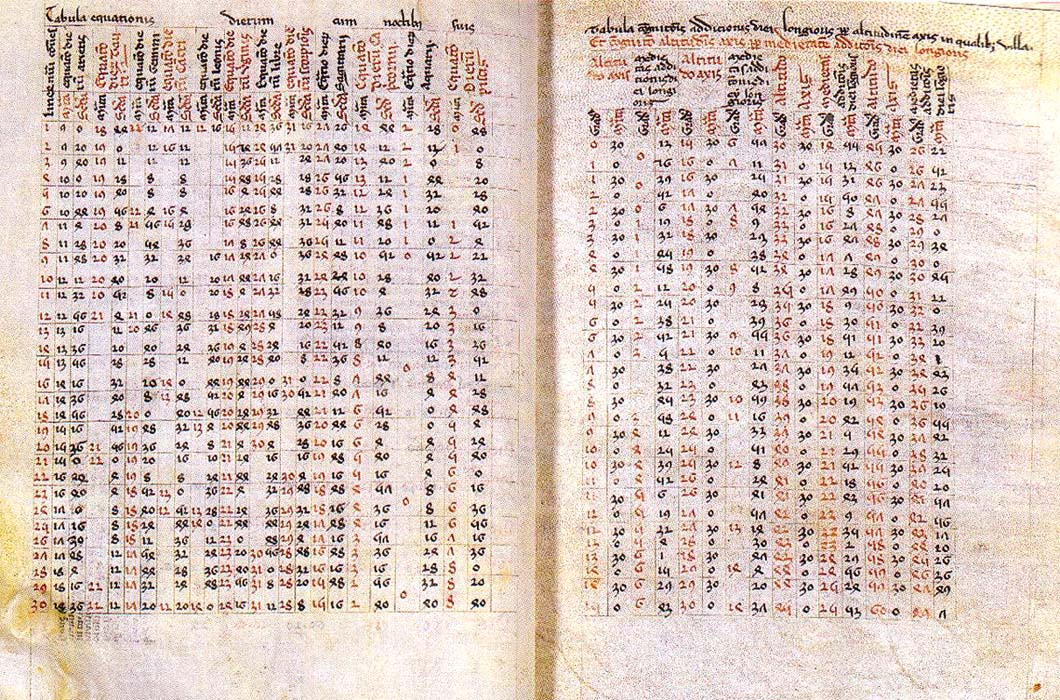
Tábuas alfonsinas. A astronomia de Afonso X o Sábio partiu dos conhecimentos árabes

### Astronomia
Avempace escreveu o tratado Nubad jasira 'ala al-handasa wa-l-hay'a (Fragmentos simples sobre geometria e astronomia) e por uma cita de Maimónides. Uma vez mais, afastou-se de Aristóteles ao conceber um sistema astronômico sem epiclos mas com esferas excêntricas, ao modo de Ptolemeu.
A astronomia era uma ciência fundamental para o mundo árabe, obrigada para todos os sábios, que complementava a física, a matemática e outros saberes. As tábuas desenhadas pelos astrônomos árabes foram a base dos livros de astronomia de Afonso X o Sábio (século XIII).
Não se tem de esquecer, porém, que os cientistas islâmicos consideravam a astronomia e a astrologia como uma mesma área científica, o que faz que as suas conclusões, muitas vezes orientadas para a adivinhação (pois era para eles só a leitura do grande livro celeste criado por Alá) e para outros fins, não têm o mesmo objeto que na atualidade.

## Filosofia
O seu pensamento poderia ser resumido assim: o ideal do homem é o conhecimento puro, a especulação e a contemplação pura.
Diz na Carta do Adeus a respeito da ciência e da filosofia:
| “ | sempre será certo que nós abrigamos a esperança de chegarmos com elas a algo grande, que não sabemos que coisa seja em concreto, embora sim saibamos que à sua grandeza não encontramos coisas com que compará-la na alma, não podemos também não expressar como caberia corresponder à sua nobreza, majestade e formosura. Até tal ponto é assim que alguns homens acreditam que com ela se tornavam em luz e que sobem ao céu (…) | ” |

Trata-se duma "contemplação "pura", ou seja, desprovida de ação, buscada por si mesma e não pelo prazer e felicidade que possa reportar quer nesta vida ou na outra. Nesta situação, "o homem deixa de ser humano para se tornar divino", porque com semelhante contemplação o homem se identifica e funde com Deus.
Se para Avempace é válida a definição aristotélica de homem como "animal racional", porém, não é a que aponta ao mais radical e fundamental do homem, pois, acima da razão, está o "intelecto", o "homem intelectual".
Em efeito distingue entre três níveis no homem:
1. Os pertencentes a a grande "massa", que só sabem das coisas materiais, singulares, submetidas ao espaço e ao transcorrer do tempo.
2. Num estrato superior estão os homens de ciência, os que usam a "razão", com a qual "abstraem" as noções e as leis universais partindo das coisas singulares materiais, para depois aplicá-las novamente a esses objetos individuais e dimensionados. Neste estrato, "embora o homem se introduza no nível especulativo, não se despoja totalmente do material", pois depende dele para abstrair e precisa dele para aplicar os princípios da ciência que pratica e constrói. Trata-se do "nível dos homens científicos".
3. Por fim, o terceiro nível, o superior, é o dos que abandonam por completo o espaço, o tempo, o singular e o material, para contemplarem unicamente os seres espirituais, os inteligíveis puros, subministrados pelo "Intelecto Agente", intermediário entre Deus e o material. Por meio dele liga-se a Deus numa via mística, extática, levada a cabo por um Intelecto que não é racional, mas suprarracional. Assim, a união e fusão absoluta em Deus, com a felicidade suprema, ocorre "nesta vida", pondo assim em perigo um conceito corânico, a imortalidade na outra vida, e perdendo a individualidade pessoal no trânsito para o paraíso.

Contudo, para Avempace, este último nível é dificilmente atingível, devido a que as circunstâncias da vida em sociedade põem todo tipo de travas para a sua consecução. Portanto, Avempace, pela primeira vez na história, e numa ideia que será muito ascética, cercana a Kierkegaard ou a Nietzsche, propõe o apartamento da sociedade política na que vive para cumprir esse destino último. O homem deve empreender um caminho íntimo com um objetivo claro ao que dirigir todos os seus passos, o "regime  do solitário", para atingir assim a excelsitude. O termo "regime" (tabdir no árabe) é aclarado no seu livro O regime do solitário com estas palavras:
| “ | A palavra "regime" diz-se na língua dos árabes em muitos sentidos que os linguistas estudaram. Porém, o significado mais conhecido é, em resumo, o que se refere à ordenação de uns atos com vistas a um fim proposto. | ” |

Segue então aclarando que o regime apenas ocorre nos seres racionais e intelectuais, os únicos capazes de ter um fim para ordenar, dirigir, governar as suas ações de para o mesmo. Portanto,
| “ | o regime por excelência, —diz Avempace— o que se entende como tal e por excelência, é o de Deus ao criar e governar o mundo, do qual o do homem é apenas uma derivação e cópia defeituosa. E, dentro do regime humano —conclui— o que se entende como tal e por excelência, é o político, a saber, o do governo da cidade por parte do governante que encaminha as ações de todos os seus súditos racionais para o fim supremo da perfeição total e felicidade plena dos mesmos e do corpo social. | ” |

Quando um grupo de homens alcancem a excelsitude poderão estabelecer "uma comunidade na qual reine a justiça e a saúde", não precisando nem médicos, pois todos conhecerão o jeito em que remédios devem ser alimentados e administrados. Esta república, baseada na de Platão, é o ideal político ao qual se chega na Política de Avempace, como nova sociedade civil muito diferente da qual se partia. Portanto, fica claro que o homem é um ser social por natureza, e apenas excepcional e acidentalmente se afasta do estado corrupto para poder buscar a sua própria perfeição, que depois aplicará à sociedade regida pela verdade, pela virtude e pelo amor entre os homens.

## Edições de obras de Avempace
- Avempace, Libro sobre el alma, tradução e edição de Joaquín Lomba; Trotta: Madrid, 2007. ISBN 978-84-8164-947-5
- ——, Carta del adiós y otros tratados filosóficos [Risalat al-wada'], ed. de Joaquín Lomba; Trotta: Madrid, 2006. ISBN 84-8164-791-8
- ——, El régimen del solitario [Tabdir al-Mutawahhid], ed. de Joaquín Lomba; Trotta: Madrid, 1997. ISBN 84-8164-171-5

## Homenagens
Seu nome foi atribuido a uma cratera lunar.